# Česká hokejová extraliga 2019/2020
Česká hokejová extraliga 2019/2020 byla 27. ročníkem nejvyšší hokejové soutěže v České republice. Sezóna začala 13. září 2019. Před jejím začátkem o úroveň níže sestoupil tým Piráti Chomutov, naopak po pěti letech se zpět vrátil celek Rytíři Kladno. Jednalo se o první sezónu s přímým sestupem posledního celku, kterým se stalo právě navrátivší se Kladno, jež po jediné sezóně extraligu opět opustilo. Kvůli pandemii covidu-19 byla soutěž předčasně ukončena, playoff nebylo dohráno a nebyl ani vyhlášen titul mistra sezóny.

## Kluby podle krajů
- Praha: HC Sparta Praha
- Středočeský kraj: Rytíři Kladno, BK Mladá Boleslav
- Plzeňský kraj: HC Škoda Plzeň
- Pardubický kraj: HC Dynamo Pardubice
- Liberecký kraj: Bílí Tygři Liberec
- Ústecký kraj: HC Verva Litvínov
- Moravskoslezský kraj: HC Oceláři Třinec, HC Vítkovice Ridera
- Olomoucký kraj: HC Olomouc
- Zlínský kraj: PSG Berani Zlín
- Karlovarský kraj HC Energie Karlovy Vary
- Královéhradecký kraj: Mountfield HK
- Jihomoravský kraj: HC Kometa Brno

## Systém soutěže

### Základní část
Soutěže se účastnilo celkem 14 klubů. Ty se nejprve utkaly vzájemně 4× každý s každým (vždy dvakrát na svém hřišti a dvakrát na soupeřově hřišti). Po odehrání těchto 52 utkání se sestavila tabulka (vítězství bylo obodováno 3 body, vítězství v prodloužení či na samostatné nájezdy za 2 body, naopak porážka v prodloužení či na samostatné nájezdy za 1 bod a porážka v základní době nebyla bodována vůbec). Prvních šest týmů postoupilo do playoff přímo, týmy na 7. až 10. místě postoupily do předkola playoff. Týmům na 11. až 13. místě skončila sezóna a tým, který se umístil na poslední 14. pozici sestoupil přímo do 1. ligy. Nehrály se ani skupina playout ani baráž o extraligu.

### Playoff
V předkole playoff se utkal tým na 7. místě s týmem na 10. místě a tým na osmém místě s týmem na místě devátém. Do dalších bojů měl postoupit z dvojice vždy ten celek, který by dříve dosáhl tří vítězství. Kvůli státem zavedenému opatření proti šíření covidu-19, jež bylo přijato v den konání druhého zápasu předkola, které se muselo odehrát bez diváků, došlo o den později, ve středu 11. března, k přijetí přechodného opatření vedením Českého hokeje a vedením extraligy, které pak ve čtvrtek musí posvětit výkonný výbor svazu. Na základě tohoto opatření byla soutěž přerušena a odložena do 29. března. Obě probíhající série budou na základě shody zástupců všech deseti celků hrajících play-off, jež v té době byly 1:1 na zápasy, zkráceny na dvě vítězná utkání, tedy po restartu soutěže se odehraje jediné, rozhodující utkání o postupujícím.. Aby se soutěž stihla dohrát do konce dubna, bude se čtvrtfinále, semifinále i finále hrát nikoliv na čtyři vítězná utkání, ale ve zkráceném režimu na tři vítězná utkání.
Dle původního plánu ligy postoupivší týmy z předkola měly doplnit předchozích šest týmů v playoff, v němž se měly utkaly 1. tým po základní části s týmem postupujícím z předkola, který byl po základní části v tabulce extraligy hůře umístěn. Zbývající postupující z předkola se měl utkat s týmem na druhém místě a další dvojice vytvoří týmy na 3. a 6. místě, resp. na 4. a 5. místě. Z těchto čtyř dvojic postoupily do dalších bojů celky, jež měly dosáhnout čtyř vítězství, nakonec to budou jen tři vítězství. V semifinále se utkají týmy postupující ze čtvrtfinále, který byl po základní části nejvýše postaven ze všech čtyř semifinalistů, s týmem postoupivším ze čtvrtfinále, který byl po základní části naopak nejhorším ze všech týmů, jež do semifinále postoupily. Zbylé dva týmy utvoří druhou dvojici. Do finále postoupí z obou dvojic ten celek, který dosáhne nově jen tří vítězství namísto původně zamýšlených čtyř. Finále se mělo odehrát na čtyři vítězná utkání, ale nakonec to bude jen na tři vítězná utkání a vítěz získá titul mistra extraligy a Masarykův pohár. Ve všech fázích playoff začínaly boje vždy dvěma utkáními na stadionu lépe postaveného týmu po základní části, dále následovalo jedno nebo dvě utkání (to podle vývoje série) na hřišti hůře postaveného týmu a následně – pokud je odehrání těchto utkání nutné – se týmy v pořadatelství střídaly, a to vždy po jednom zápase.
Kvůli šíření covidu-19 však byla o den později přijata ještě přísnější opatření a svaz nakonec soutěž ukončil úplně, neboť vyhlášení nouzového stavu českou vládou dne 12. března 2020 kvůli epidemii zahrnovalo kromě zákazu pořádat akce s více než 30 osobami i úplný zákaz vstupu na sportoviště. Playoff tedy zůstalo nedohrané a nebyl vyhlášen ani mistr.

## Základní údaje

### Základní údaje
Údaje v tabulce jsou platné k začátku soutěže.
| Klub                    | Hlavní trenér    | Kapitán                       | Přestupy | Předchozí sezona | Soupisky |
| ----------------------- | ---------------- | ----------------------------- | -------- | ---------------- | -------- |
| HC Oceláři Třinec       | Václav Varaďa    | Martin Adamský Lukáš Krajíček | Zde      | Zlatá medaile    | Zde      |
| Bílí Tygři Liberec      | Patrik Augusta   | Petr Jelínek                  | Zde      | Stříbrná medaile | Zde      |
| HC Škoda Plzeň          | Ladislav Čihák   | Milan Gulaš                   | Zde      | Bronzová medaile | Zde      |
| HC Kometa Brno          | Petr Fiala       | Martin Zaťovič                | Zde      | 4. místo         | Zde      |
| Mountfield HK           | Tomáš Martinec   | Radek Smoleňák                | Zde      | 5. místo         | Zde      |
| HC Olomouc              | Jan Tomajko      | Martin Vyrůbalík              | Zde      | 6. místo         | Zde      |
| HC Vítkovice Ridera     | Jakub Petr       | Jan Výtisk                    | Zde      | 7. místo         | Zde      |
| BK Mladá Boleslav       | Radim Rulík      | Michal Vondrka                | Zde      | 8. místo         | Zde      |
| PSG Berani Zlín         | Antonín Stavjaňa | Tomáš Žižka                   | Zde      | 9. místo         | Zde      |
| HC Sparta Praha         | Uwe Krupp        | Michal Řepík                  | Zde      | 10. místo        | Zde      |
| HC Verva Litvínov       | Jiří Šlégr       | Michal Trávníček              | Zde      | 11. místo        | Zde      |
| HC Energie Karlovy Vary | Martin Pešout    | Václav Skuhravý               | Zde      | 12. místo        | Zde      |
| HC Dynamo Pardubice     | Ladislav Lubina  | Tomáš Rolinek                 | Zde      | 14. místo        | Zde      |
| Rytíři Kladno           | David Čermák     | Jakub Strnad                  | Zde      | postup z 1. ligy | Zde      |

## Konečná tabulka základní části
| Poř. | Tým                     | Z  | V  | VP | PP | P  | VG  | OG  | B   |
| ---- | ----------------------- | -- | -- | -- | -- | -- | --- | --- | --- |
| 1.   | Bílí Tygři Liberec      | 52 | 30 | 5  | 2  | 15 | 179 | 131 | 102 |
| 2.   | HC Oceláři Třinec       | 52 | 27 | 4  | 4  | 17 | 163 | 125 | 93  |
| 3.   | HC Sparta Praha         | 52 | 21 | 14 | 1  | 16 | 174 | 145 | 92  |
| 4.   | BK Mladá Boleslav       | 52 | 22 | 10 | 6  | 14 | 155 | 124 | 92  |
| 5.   | HC Škoda Plzeň          | 52 | 27 | 2  | 7  | 16 | 162 | 142 | 92  |
| 6.   | HC Kometa Brno          | 52 | 21 | 5  | 6  | 20 | 143 | 156 | 79  |
| 7.   | HC Olomouc              | 52 | 20 | 5  | 7  | 20 | 123 | 129 | 77  |
| 8.   | Mountfield HK           | 52 | 19 | 5  | 7  | 21 | 130 | 136 | 74  |
| 9.   | HC Energie Karlovy Vary | 52 | 16 | 9  | 5  | 22 | 174 | 168 | 71  |
| 10.  | PSG Berani Zlín         | 52 | 19 | 4  | 5  | 24 | 151 | 151 | 70  |
| 11.  | HC Dynamo Pardubice     | 52 | 16 | 3  | 10 | 23 | 121 | 160 | 64  |
| 12.  | HC Verva Litvínov       | 52 | 16 | 3  | 9  | 24 | 153 | 173 | 63  |
| 13.  | HC Vítkovice Ridera     | 52 | 14 | 8  | 5  | 25 | 134 | 175 | 63  |
| 14.  | Rytíři Kladno           | 52 | 16 | 3  | 6  | 27 | 130 | 177 | 60  |

| Vysvětlivka                          |
| ------------------------------------ |
| Přímý postup do čtvrtfinále play off |
| Postup do předkola play off          |
| Sezóna pro daný tým skončila         |
| Sestup do 1. ligy                    |

## Změny během sezóny

### Výměny trenérů
V průběhu sezóny došlo k sedmi změnám trenérů. Jejich přehled je uveden v tabulce:
| Tým                 | Datum změny        | Kolo | Pozice v tabulce | Odvolaný trenér  | Nově nastoupivší trenér            |
| ------------------- | ------------------ | ---- | ---------------- | ---------------- | ---------------------------------- |
| HC Dynamo Pardubice | 5. října 2019      | 7.   | 14.              | Ladislav Lubina  | Radek Bělohlav                     |
| PSG Berani Zlín     | 18. října 2019     | 10.  | 14.              | Antonín Stavjaňa | Robert Svoboda                     |
| HC Kometa Brno      | 17. listopadu 2019 | 19.  | 7.               | Petr Fiala       | Libor Zábranský (od 18. listopadu) |
| HC Verva Litvínov   | 26. listopadu 2019 | 21.  | 13.              | Jiří Šlégr       | Vladimír Kýhos (od 2. prosince)    |
| HC Vítkovice Ridera | 6. prosince 2019   | 25.  | 13.              | Jakub Petr       | Mojmír Trličík                     |
| HC Dynamo Pardubice | 9. prosince 2019   | 26.  | 14.              | Radek Bělohlav   | Milan Razým                        |
| HC Sparta Praha     | 30. ledna 2020     | 42   | 3.               | Uwe Krupp        | Miloslav Hořava (od 1. února)      |

## Pavouk play off
Play off bylo v průběhu předkola v důsledku pandemie covidu-19 zrušeno. Titul za sezonu 2019/2020 nebyl udělen.
|  | Předkolo | Předkolo             | Předkolo           |                |   | Čtvrtfinále | Čtvrtfinále | Čtvrtfinále |   |  | Semifinále | Semifinále | Semifinále |   |  | Finále | Finále | Finále |
|  |          |                      |                    |                |   |             |             |             |   |  |            |            |            |   |  |        |        |        |
|  |          |                      |                    |                |   |             |             |             |   |  |            |            |            |   |  |        |        |        |
|  |          |                      | Bílí Tygři Liberec | x              |   |             |             |             |   |  |            |            |            |   |  |        |        |        |
|  |          |                      |                    | x              |   |             |             |             |   |  |            |            |            |   |  |        |        |        |
|  |          |                      |                    | x              | x |             |             |             |   |  |            |            |            |   |  |        |        |        |
|  |          | Mountfield HK        | 1                  | x              | x |             |             |             |   |  |            |            |            |   |  |        |        |        |
|  |          | Mountfield HK        | 1                  |                |   |             |             |             |   |  |            |            |            |   |  |        |        |        |
|  |          | Energie Karlovy Vary | 1                  |                |   |             |             |             |   |  |            |            |            |   |  |        |        |        |
|  |          |                      |                    |                |   |             |             | x           | x |  |            |            |            |   |  |        |        |        |
|  |          |                      |                    |                |   |             |             |             | x |  |            |            |            |   |  |        |        |        |
|  |          |                      | x                  | x              |   |             |             |             |   |  |            |            |            |   |  |        |        |        |
|  |          |                      | x                  | x              |   |             |             |             |   |  |            |            |            |   |  |        |        |        |
|  |          |                      |                    |                |   |             |             |             |   |  |            |            |            |   |  |        |        |        |
|  |          |                      |                    |                |   |             |             |             |   |  |            |            |            |   |  |        |        |        |
|  |          |                      | BK Mladá Boleslav  | x              |   |             |             |             |   |  |            |            |            |   |  |        |        |        |
|  |          |                      |                    | x              |   |             |             |             |   |  |            |            |            |   |  |        |        |        |
|  |          |                      |                    | HC Škoda Plzeň | x |             |             |             |   |  |            |            |            |   |  |        |        |        |
|  |          |                      |                    | HC Škoda Plzeň | x |             |             |             |   |  |            |            |            |   |  |        |        |        |
|  |          |                      |                    |                |   |             |             |             |   |  |            |            |            |   |  |        |        |        |
|  |          |                      |                    |                |   |             |             |             |   |  |            |            |            |   |  |        |        |        |
|  |          |                      |                    |                |   |             |             |             |   |  |            |            | x          | x |  |        |        |        |
|  |          |                      |                    |                |   |             |             |             |   |  |            |            |            |   |  |        |        |        |
|  |          |                      | x                  | x              |   |             |             |             |   |  |            |            |            |   |  |        |        |        |
|  |          |                      | x                  | x              |   |             |             |             |   |  |            |            |            |   |  |        |        |        |
|  |          |                      |                    |                |   |             |             |             |   |  |            |            |            |   |  |        |        |        |
|  |          |                      |                    |                |   |             |             |             |   |  |            |            |            |   |  |        |        |        |
|  |          |                      | HC Oceláři Třinec  | x              |   |             |             |             |   |  |            |            |            |   |  |        |        |        |
|  |          |                      |                    | x              |   |             |             |             |   |  |            |            |            |   |  |        |        |        |
|  |          |                      |                    | x              | x |             |             |             |   |  |            |            |            |   |  |        |        |        |
|  |          | HC Olomouc           | 1                  | x              | x |             |             |             |   |  |            |            |            |   |  |        |        |        |
|  |          | HC Olomouc           | 1                  |                |   |             |             |             |   |  |            |            |            |   |  |        |        |        |
|  |          | PSG Berani Zlín      | 1                  |                |   |             |             |             |   |  |            |            |            |   |  |        |        |        |
|  |          |                      |                    |                |   |             |             | x           | x |  |            |            |            |   |  |        |        |        |
|  |          |                      |                    |                |   |             |             |             | x |  |            |            |            |   |  |        |        |        |
|  |          |                      | x                  | x              |   |             |             |             |   |  |            |            |            |   |  |        |        |        |
|  |          |                      | x                  | x              |   |             |             |             |   |  |            |            |            |   |  |        |        |        |
|  |          |                      |                    |                |   |             |             |             |   |  |            |            |            |   |  |        |        |        |
|  |          |                      |                    |                |   |             |             |             |   |  |            |            |            |   |  |        |        |        |
|  |          |                      | HC Sparta Praha    | x              |   |             |             |             |   |  |            |            |            |   |  |        |        |        |
|  |          |                      |                    | x              |   |             |             |             |   |  |            |            |            |   |  |        |        |        |
|  |          |                      |                    | HC Kometa Brno | x |             |             |             |   |  |            |            |            |   |  |        |        |        |
|  |          |                      |                    | HC Kometa Brno | x |             |             |             |   |  |            |            |            |   |  |        |        |        |
|  |          |                      |                    |                |   |             |             |             |   |  |            |            |            |   |  |        |        |        |

## Rozhodčí

### Hlavní
- Všichni

- 4 Oldřich Hejduk
- 5 Pavel Hodek
- 7 Tomáš Horák
- 8 René Hradil
- 10 Petr Lacina
- 12 Roman Mrkva
- 13 Antonín Jeřábek
- 15 Vladimír Pešina
- 19 Roman Svoboda
- 21 Robin Šír
- 23 Petr Úlehla
- 56 Matěj Sýkora
- 60 Daniel Pražák
- 61 Tomáš Micka
- 65 Lukáš Bejček
- 66 Adam Kika
- 67 Zbyněk Kubičík
- 72 Pavel Obadal
- 73 Tomáš Veselý
- 79 Jakub Šindel

### Čároví
- Všichni

- 28 Tomáš Brejcha – 37 David Jelínek
- 29 Jaromír Bryška – 80 Vladimír Rožánek
- 31 Jakub Frodl – 41 Vít Komárek
- 32 Jiří Gebauer – 42 Vít Lederer
- 33 Tomáš Gerát – 35 Daniel Hynek
- 34 Marek Hlavatý – 52 Rudolf Tošenovjan
- 38 Milan Jindra – 54 Michal Zíka
- 39 Lukáš Kajínek – 78 Radek Špringl
- 40 Milan Kis – 75 Lukáš Rampír
- 43 Miroslav Lhotský – 50 Jiří Svoboda
- 44 Ladislav Lučan
- 45 Jiří Ondráček – 51 Josef Špůr
- 46 Tomáš Pešek – 76 Ondřej Malý
- 70 Jiří Ganger – 74  David Klouček
- 81 Michal Axman

### Hlavní
- Joonas Kova
- Lassi Heikinen
- Andreas Harnebring
- Mikhael Holm
- Miroslav Stolc
- Miroslav Štefík
- 96 Peter Stano (Celá sezona)
- Milan Zrnić
- Ladislav Smetana
- Trpimir Piragić

### Čároví
- Gašper Zgonc
- David Nothegger
- Elias Seewald
- Sebastian Tschrepitsch